# Porto di Quercianella
Il porto di Quercianella è il porto dell'omonima frazione del comune di Livorno. Si trova sul Mar Ligure, presso l'abitato di Quercianella, la località più a sud del territorio labronico.

## Caratteristiche
Situato a sud dell'approdo privato del Castello Sonnino, il porto è costituito da un molo a gomito e da una diga curvilinea. L'accesso risulta molto difficoltoso con i venti sud-occidentali.
I posti barca disponibili all'interno (circa 60 - 100) sono riservati al locale club nautico: la lunghezza massima dei natanti è 6 metri. I fondali raggiungono, al massimo, i 3 metri.
Lo scalo offre servizi di rifornimento acqua, scivolo, gru, servizi igienici e riparazione motori.